# Jocelyn (film, 1933)
Pour les articles homonymes, voir Jocelyn.
Pour plus de détails, voir Fiche technique et Distribution.
Jocelyn est un film français réalisé par Pierre Guerlais, sorti en 1933.

## Fiche technique
- Titre : Jocelyn
- Réalisation : Pierre Guerlais
- Scénario : Pierre Guerlais, d'après le poème d'Alphonse de Lamartine
- Photographie : Roger Hubert
- Décors : Edouard Souplet
- Son : Robert Biart
- Musique : Jean-Jacques Grünenwald
- Production : Productions Pierre Guerlais
- Format :  Noir et blanc - 35 mm - Son mono
- Pays d'origine :  France
- Genre : Drame
- Durée : 86 minutes
- Date de sortie : 
  - France - 25 août 1933
- Lieu de tournage : Guillaumes Alpes Maritimes
- Affiche : Jean-Adrien Mercier

## Distribution
- Samson Fainsilber : Jocelyn
- Marguerite Weintenberger : Laurence
- Jacqueline Carlier : Julie
- Octave Berthier : le pâtre
- Blanche Beaume : la mère
- Louis Rouyer : l'évêque
- Lisa Aubertin : la religieuse